# باشگاه فوتبال بایر لورکوزن
باشگاه فوتبال بایر لورکوزن (به آلمانی: Bayer Leverkusen Fußball GmbH) باشگاه فوتبال آلمانی است که در شهر لورکوزن ایالت نوردراین-وستفالن قرار دارد و متعلق به شرکت بایر آگ می‌باشد.
بایر لورکوزن در اول ژوئیه ۱۹۰۴ توسط فردریش بایر تأسیس شد. عمده شهرت آن‌ها در رشته فوتبال بوده است. باشگاه بایر لورکوزن شکست‌ناپذیرترین تیم تاریخ فوتبال اروپا است. آن‌ها رکورد دار شکست ناپذیری با ۵۱ بازی در تمامی مسابقات داخلی و اروپایی هستند. پیش از این رکورد شکست‌ناپذیری در تاریخ فوتبال از سال ۱۹۵۵ و زمان تأسیس مسابقات اروپایی در اختیار تیم بنفیکا بود. همچنین بایر لورکوزن تنها تیم تاریخ بوندس‌لیگا است که بدون باخت قهرمان لیگ شده است. بایر لورکوزن در فصل ۲۴–۲۰۲۳ با قهرمانی در هر سه جام داخلی آلمان موفق به کسب سه‌گانه شد. به دلیل اولین قهرمانی این تیم در بوندسلیگا و فصل بی نظیری که بایر گذراند به بپیشنهاد شهردار لورکوزن  خیابانی که به ورزشگاه بای آرنا منتهی می‌شود  به اسم ژابی آلونسو  سرمربی وقت این تیم نامگذاری شد.
این باشگاه ورزشی به علاوه فوتبال در رشته‌های ژیمناستیک، بسکتبال، دو و میدانی و… فعالیت دارد.
از بازیکنان مهمی که در این تیم فعالیت داشته‌اند می‌توان به تونی کروس، میشائیل بالاک، دنی کارواخال، فلوریان ویرتس، لوکاس هرادتسکی اشاره کرد. همچنین علی موسوی و سردار آزمون داریوش یزدانی و مهدی پاشازاده از جمله ایرانیانی هستند که در این تیم سابقه بازی دارند.

## تاریخچه
این شهرت از زمانی آغاز شد که این تیم در سال ۱۹۸۸ به فینال جام یوفا رسید و توانست اسپانیول را شکست دهد. در سال‌های دهه ۹۰ آنها همواره در سایه دو رقیب اصلی خود یعنی بایرن مونیخ و بوروسیا دورتموند بودند. حرکت رو به رشد آنها ادامه داشت تا اینکه در فصل ۰۲–۲۰۰۱ به فینال جام باشگاه‌های اروپا رسیدند. در فینال مغلوب رئال مادرید شدند، اما خود را به عنوان یک قدرت در فوتبال آلمان و اروپا مطرح نمودند. پس از آن، لورکوزن در یک مسیر نزولی قرارگرفت و با خروج میشائل بالاک و زی روبرتو این روند تشدید شد.

## نورکوزن
نِوِرکوزن لقبی روزنامه‌ای است که با توجه به نایب قهرمانی‌های این تیم در نظر گرفته شده است. به خصوص در سال‌های ۲۰۰۰ تا ۲۰۰۲ در دوران حضور میشائل بالاک در این تیم که آن‌ها ۲ نایب قهرمانی در بوندس‌لیگا (فصول ۲۰۰۰–۱۹۹۹ و ۲۰۰۲–۲۰۰۱)، ۱ نایب قهرمانی در جام حذفی آلمان (فصل ۲۰۰۲–۲۰۰۱) و ۱ نایب قهرمانی در لیگ قهرمانان اروپا (۲۰۰۲–۲۰۰۱) را به‌دست آوردند.
این باشگاه در فصل ۲۰۰۲–۲۰۰۱ با سرمربی‌گری کلاوس تاپ‌مولر در حالی‌که می‌توانست موفق به کسب «سه گانهٔ قهرمانی» شود، در هر سه مسابقات (بوندس‌لیگا، جام حذفی آلمان و لیگ قهرمانان اروپا) نایب قهرمان شد.

## بازیکنان ایرانی
- پرویز کوزه کنانی
- داریوش یزدانی
- مهدی پاشازاده
- علی موسوی
- سردار آزمون

## بازیکنان کنونی
تا تاریخ 31 January 2025
| شماره |             | پست       | بازیکن                           |
| ----- | ----------- | --------- | -------------------------------- |
| ۱     | فنلاند      | دروازه‌بان | لوکاس هرادتسکی (کاپیتان)         |
| ۳     | اکوادور     | مدافع     | پیرو هینکاپیه                    |
| ۴     | آلمان       | مدافع     | جاناتان تاه (کاپیتان دوم)        |
| ۵     | اسپانیا     | مدافع     | ماریو هرموسو (قرضی از آ.اس. رم)  |
| ۷     | آلمان       | هافبک     | یوناس هوفمان                     |
| ۸     | آلمان       | هافبک     | روبرت آندریش                     |
| ۱۰    | آلمان       | مهاجم     | فلوریان ویرتز                    |
| ۱۱    | فرانسه      | هافبک     | مارتین تری                       |
| ۱۲    | بورکینافاسو | مدافع     | ادموند تاپسوبا                   |
| ۱۳    | برزیل       | مدافع     | آرتور (بازیکن فوتبال، زادهٔ ۲۰۰۳) |
| ۱۴    | جمهوری چک   | مهاجم     | پاتریک شیک                       |
| ۱۶    | آرژانتین    | هافبک     | امی بوئندیا (قرضی از استون ویلا) |
| ۱۷    | جمهوری چک   | دروازه‌بان | متی کواش                         |

| شماره |          | پست       | بازیکن                              |
| ----- | -------- | --------- | ----------------------------------- |
| ۱۸    | آرژانتین | مهاجم     | Alejo Sarco                         |
| ۱۹    | نیجریه   | هافبک     | ناتان تلا                           |
| ۲۰    | اسپانیا  | مدافع     | الکس گریمالدو                       |
| ۲۱    | مراکش    | هافبک     | امین عدلی                           |
| ۲۲    | نیجریه   | مهاجم     | ویکتور بونیفیس                      |
| ۲۳    | فرانسه   | مدافع     | نوردی موکیله (قرضی از پاری سن-ژرمن) |
| ۲۴    | اسپانیا  | هافبک     | الیکس گارسیا                        |
| ۲۵    | آرژانتین | هافبک     | اکسکیل پالاسیوس                     |
| ۳۰    | هلند     | مدافع     | یرمی فریمپونگ                       |
| ۳۴    | سوئیس    | هافبک     | گرانیت ژاکا                         |
| ۳۶    | آلمان    | دروازه‌بان | نیکلاس لامب                         |
| ۴۴    | فرانسه   | مدافع     | ژانوئل بلوسیان                      |

## تاریخچه مربیان
- لوری پولستر (۱۹۵۰)
- ریموند شواب (۱۹۵۰–۵۱)
- فرانتس استرلر (۱۹۵۱–۵۳)
- هانس جوزف کلاشترمن (۱۹۵۳–۵۶)
- امیل ملشر (۱۹۵۶–۵۷)
- ادموند کونن (۱۹۵۷–۵۹)
- تئو کریشبرت (۱۹۵۹–۶۰)
- اریش گارسکه (۱۹۶۰–۶۲)
- فریتز پلیسکا (۱۹۶۲–۶۵)
- تئو کریشبرت (۱۹۶۵–۷۱)
- گرو بیزانتس (۱۹۷۱–۷۳)
- فردهلم لنو (۱۹۷۳–۷۴)
- مانفرد رومل (۱۹۷۴–۷۵)
- رادوسلاو مومیرسکی (۱۹۷۶–۷۶)
- ویلیبرد کنربر (۱ ژوئیه ۱۹۷۶ – ۲۲ نوامبر ۱۹۸۱)
- جرارد کنشکه (۲۳ نوامبر ۱۹۸۱ – ۳۰ ژوئن ۱۹۸۲)
- دتمار کرامر (۱ ژوئیه ۱۹۸۲ – ۳۰ ژوئن ۱۹۸۵)
- اریش ریبک (۱ ژوئیه ۱۹۸۵ – ۳۰ ژوئن ۱۹۸۸)
- رینوس میشل (۱ ژوئیه ۱۹۸۸ – ۱۳ آوریل ۱۹۸۹)
- یورگن گستدورف (۱۳ آوریل ۱۹۸۹ – ۳۰ مه ۱۹۹۱)
- پیتر هرمان (۳۱ مه ۱۹۹۱ – ۳۰ ژوئن ۱۹۹۱)
- راینهارد سافتیگ (۱ ژوئیه ۱۹۹۱ – ۴ آوریل ۱۹۹۳)
- دراگوسلاو استپانویچ (۴ آوریل ۱۹۹۳ – ۷ آوریل ۱۹۹۵)
- اریش ریبک (۱۰ آوریل ۱۹۹۵ – ۲۷ آوریل ۱۹۹۶)
- پیتر هرمان (۲۸ آوریل ۱۹۹۶ – ۳۰ ژوئن ۱۹۹۶)
- کریستوف دام (۱ ژانویه ۱۹۹۶–۲۱ اکتبر ۲۰۰۰)
- رودی فولر (۲۱ اکتبر ۱۹۹۶–۱۱ نوامبر ۲۰۰۰)
- برتی فوگتس (۱۲ نوامبر ۲۰۰۰ – ۲۰ مه ۲۰۰۱)
- کلاوس تاپ‌مولر (۱ ژوئیه ۲۰۰۱ – ۱۵ فوریه ۲۰۰۳)
- توماس هورستر (۱۶ فوریه ۲۰۰۳ – ۱۰ مه ۲۰۰۳)
- کلاوس اوگنتالر (۱۳ مه ۲۰۰۳ – ۱۶ سپتامبر ۲۰۰۵)
- رودی فولر (۱۶ سپتامبر ۲۰۰۵ – ۹ اکتبر ۲۰۰۵)
- میشائیل اسکیبه (۹ اکتبر ۲۰۰۵ – ۲۱ مه ۲۰۰۸)
- برونو لابادیا (۱ ژوئیه ۲۰۰۸ – ۵ ژوئن ۲۰۰۹)
- یوپ هاینکس (۵ ژوئن ۲۰۰۹ – ۱ ژوئیه ۲۰۱۱)
- رابین دات (۱ ژوئیه ۲۰۱۱ – ۱ آوریل ۲۰۱۲)
- سامی هوپیا (۱ آوریل ۲۰۱۲ – ۵ آوریل ۲۰۱۴)
- ساشا لواندوفسکی (۵ آوریل ۲۰۱۴ – ۱ ژوئیه ۲۰۱۴)
- روگر اشمیت (۱ ژوئیه ۲۰۱۴ – ۵ مارس ۲۰۱۷)
- تافان کورکات (۶ مارس ۲۰۱۷ – ۳۰ ژوئن ۲۰۱۷)
- هیکو هرلیش (۱ ژوئیه ۲۰۱۷ – ۲۳ دسامبر ۲۰۱۸)
- پتر بوش (۲۳ دسامبر ۲۰۱۸ – ۲۳ مارس ۲۰۲۱)
- هانس ولف (۲۳ مارس ۲۰۲۱ – ۳۰ ژوئن ۲۰۲۱)
- جراردو سیوان (۱ ژوئیه ۲۰۲۱ – ۵ اکتبر ۲۰۲۲)
- ژابی الونسو (۵ اکتبر ۲۰۲۲ – ۲۵مه ۲۰۲۵)

## رکوردها
بایر لورکوزن تنها تیم در تاریخ بوندسلیگا می باشد که موفق شد در فصل ۲۴–۲۰۲۳ بدون شکست و با ۹۰ امتیاز  قهرمان بوندس‌لیگا  شود.
بایر لورکوزن برای نخستین بار  در فصل ۲۴–۲۰۲۳ هر سه جام داخلی را با قهرمانی  پشت سر گذاشت و موفق به کسب سه‌گانه شد.

### بیشترین بازی
|    |       | بازیکن         | دوره زمانی | تعداد بازی |
| -- | ----- | -------------- | ---------- | ---------- |
| ۱  | آلمان | اشتفان کیسلینگ | ۲۰۰۶–۲۰۱۸  | ۴۳۹        |
| ۲  | آلمان | اولف کیرشتن    | ۱۹۹۰–۲۰۰۳  | ۴۲۶        |
| ۳  | آلمان | توماس هورستبر  | ۱۹۷۷–۱۹۹۱  | ۴۰۴        |
| ۴  | آلمان | رودیگر والبورن | ۱۹۸۲–۱۹۹۹  | ۴۰۱        |
| ۵  | آلمان | کارستن راملو   | ۱۹۹۶–۲۰۰۸  | ۳۳۳        |
| ۶  | آلمان | برنت لنو       | ۲۰۱۱–۲۰۱۸  | ۳۰۴        |
| ۷  | آلمان | لارس بندر      | ۲۰۰۹–      | ۲۸۹        |
| ۸  | آلمان | برند اشنایدر   | ۱۹۹۹–۲۰۰۹  | ۲۶۳        |
| ۹  | آلمان | گنزالو کاسترو  | ۲۰۰۵–۲۰۱۵  | ۲۳۵        |
| ۱۰ | آلمان | زیمون رولفس    | ۲۰۰۵–۲۰۱۵  | ۲۳۴        |

### بیشترین تعداد گل
|    |           | بازیکن             | دوره زمانی | تعداد گل |
| -- | --------- | ------------------ | ---------- | -------- |
| ۱  | آلمان     | اولف کیرشتن        | ۱۹۹۰–۲۰۰۳  | ۲۲۰      |
| ۲  | آلمان     | اشتفان کیسلینگ     | ۲۰۰۶–۲۰۱۸  | ۱۶۲      |
| ۳  | آلمان     | هربرت واس          | ۱۹۸۲–۱۹۹۰  | ۷۱       |
| ۴  | بلغارستان | دیمیتار برباتوف    | ۲۰۰۱–۲۰۰۶  | ۶۹       |
| ۵  | آلمان     | کریستین شریر       | ۱۹۸۴–۱۹۹۱  | ۶۳       |
| ۶  | کره جنوبی | چا بوم-کون         | ۱۹۸۳–۱۹۸۹  | ۵۲       |
| ۷  | برزیل     | پائولو سرجیو       | ۱۹۹۳–۱۹۹۷  | ۴۷       |
| ۸  | نروژ      | آرنه لارسون هوکلند | ۱۹۸۰–۱۹۸۳  | ۴۳       |
| ۹  | آلمان     | الیور نویل         | ۱۹۹۹–۲۰۰۴  | ۴۲       |
| ۱۰ | آلمان     | زیمون رولفس        | ۲۰۰۵–۲۰۱۵  | ۴۰       |

## افتخارات

### کشوری
بوندس‌لیگا
- قهرمانی (۱): ۲۴–۲۰۲۳

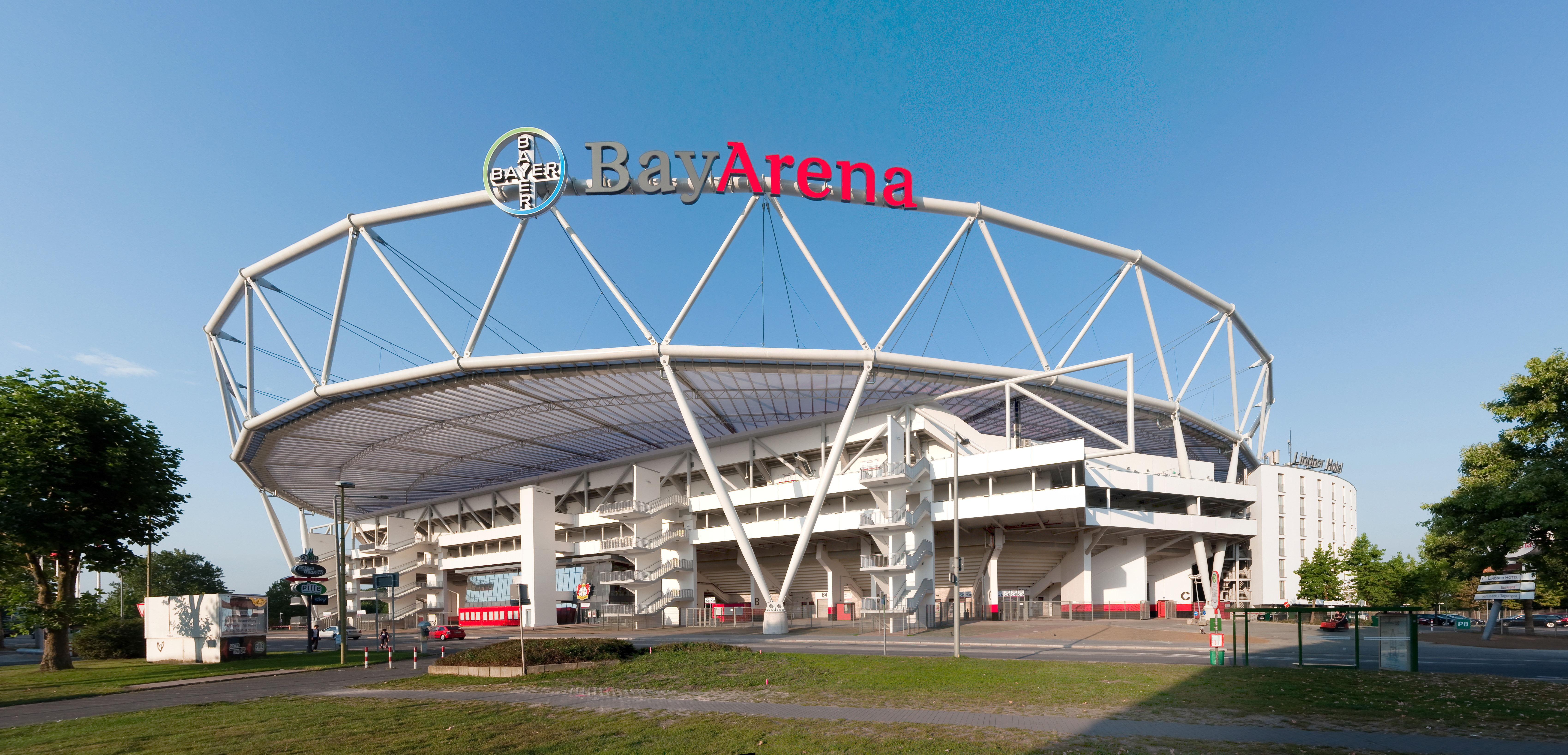
ورزشگاه بای‌آرنا

- نایب قهرمانی (۶): ۹۷–۱۹۹۶، ۹۹–۱۹۹۸، ۲۰۰۰–۱۹۹۹، ۰۲–۲۰۰۱، ۱۱–۲۰۱۰، ۲۵–۲۰۲۴

جام حذفی آلمان
- قهرمانی (۲): ۹۳–۱۹۹۲، ۲۴–۲۰۲۳
- نایب قهرمانی (۲): ۰۲–۲۰۰۱، ۰۹–۲۰۰۸

بوندس‌لیگا ۲
- قهرمانی (۱): ۷۹–۱۹۷۸

سوپر جام آلمان
- قهرمانی (۱): ۲۰۲۴
- نایب قهرمانی (۱): ۱۹۹۳

### اروپایی
جام یوفا
- قهرمانی (۱): ۸۸–۱۹۸۷
- نایب قهرمانی (۱): ۲۴–۲۰۲۳

لیگ قهرمانان اروپا
- نایب قهرمانی (۱): ۲۰۰۲–۲۰۰۱